# دوروثي جيوسون
دوروثيا جيوسون (بالإنجليزية: Dorothea Jewson) (17 أغسطس 1884 - 29 فبراير 1964)، المعروفة باسم دوروثي جيوسون، معلمة بريطانية ومنظمة نقابية وسياسية في حزب العمال، وواحدة من أولى أعضاء البرلمان في حزبها. أثناء وجودها في كلية جيرتون، كامبريدج، انضمت إلى المنظمات الاشتراكية بما في ذلك حزب العمال المستقل، وواصلت حملتها من أجل حق المرأة في التصويت في نورويتش. أصبحت «المنظم الرئيسي» لقسم النساء في الاتحاد الوطني للعمال العامين قبل مغادرتها للعمل خادمة في أحد فنادق لندن، للتحقيق في ظروف العمل هناك.
في عام 1923، تم انتخابها كعضو في البرلمان في أحد مقعدي نورويتش، وهي واحدة من أوائل النساء العماليات اللواتي قمن بذلك. بعد أن تسببت في بعض الجدل الأولي من خلال عدم ارتداء قبعة للبرلمان، ألقت خطابها الأول لدعم خفض سن الاقتراع للنساء من 30 إلى 21، لمطابقة سن الرجال. كانت أيضًا عضوًا في اللجان التي تبحث في المساعدة القانونية وقضايا التبني. خسرت جيوسون مقعدها في الانتخابات العامة لعام 1924، وأصبحت رئيسة لمجموعة تحديد النسل النسائية، ثم عضو في مجلس مدينة نورويتش، حيث ضمنت بناء العديد من حدائق نورويتش.

## مهنتها السياسية
في الانتخابات العامة في ديسمبر عام 1923، تم انتخابها كواحدة من عضوين في البرلمان عن نورويتش. وبذلك، أصبحت واحدة من أول ثلاث نساء - مارجريت بوندفيلد وسوزان لورانس كنّ الأخريات - تم انتخابهن نائبات عن حزب العمال. عندما أعيد افتتاح البرلمان في 6 يناير عام 1924، وصلت جيوسون مبكرًا للتأكد من حصولها على مقعد، لكنها تسببت هي وبوندفيلد في بعض الجدل بسبب عدم ارتداءهما قبعة. بعد بضعة أيام، أقامت كريستين موريل مأدبة عشاء للسيدات اللواتي تم انتخابهن نائبات وتحولت المناقشة إلى الحديث عن ارتداء القبعات البرلمانية. بينما، سلطت نانسي أستور الضوء على الموضوع، كانت جيوسون واضحة في رأيها أن النساء «لم يكن في البرلمان لمناقشة الملابس أو القبعات بل للقيام بالعمل، ومن ثم الاستمرار في الحضور بدون قبعة».
في نهاية يناير عام 1924، خلال إضراب عمال السكك الحديدية، رفضت جيوسون استخدام القطارات للعودة إلى دائرتها الانتخابية في نورويتش. ذكرت الصحافة كيف قامت بالمشي على بعد 115 ميلًا. في الواقع، قامت هي ومسؤول نقابي آخر بركوب عربة تحميل الآجر وشاحنة بيرة وشاحنة أثاث. استخدما أيضًا الحافلات والقطارات بمجرد انتهاء الإضراب. في فبراير عام 1924، أصبحت جيوسون ومابيل فيليبسون أولى النساء اللاتي حصلن على مقعد في لجنة المطبخ البرلمانية.
في 29 فبراير، انضمj جيوسون إلى ويليام أدامسون في تقديم اقتراح لتقليل العمر الذي يمكن أن تصوت فيه النساء من 30 إلى 21 عامًا، وهو نفس عمر الرجال. تشير التقديرات في ذلك الوقت إلى أن هذا الاقتراح كان سيعني وجود نصف مليون امرأة في السجل الانتخابي، وأن 70% من النساء الحاصلات على أجر في ذلك الوقت غير قادرات على التصويت حاليًا. كان خطاب جيوسون حول هذه المسألة هو الأول لها في البرلمان، واستمرت في العمل كناشطة لقضية التصويت إلى جانب دوقة أثول، وهي المرة الأولى التي تفعل فيها النساء ذلك. تمت إعادة التصويت بعد نتيجة 288 مقابل 72، ما مهّد الطريق لسنّ قانون تمثيل الشعب (الامتياز المتساوي) لعام 1928.
تم تعيين جيوسون كجزء من اللجنة للنظر في مشاكل تبني الأطفال وأيضًا في قضية ضمان حصول الفقراء على المشورة القانونية. بثّت جيوسون بعض الحوارات على الراديو التي تتعلق بقضايا مثل «علم النفس والخدمة المنزلية».
على الرغم من حملة صيف عام 1924 التي ركزت على «الإيمان والأمل ودوروثي»، فقد خسرت جيوسون مقعدها في الانتخابات العامة لعام 1924، ولم تعد أبدًا إلى البرلمان، على الرغم من ترشحها في عامي 1929 و 1931.